# ATP World Tour 2015
L'ATP World Tour 2015 è un insieme di tornei organizzati dall'ATP divisi in quattro categorie: tornei del Grande Slam, Masters 1000, 500 e 250. A questi si aggiungono anche la Coppa Davis, l'ATP World Tour Finals e la Hopman Cup che, insieme agli Slam, sono organizzati dalla ITF.

## Calendario
Legenda
| Grande Slam                 |
| ATP World Tour Finals       |
| ATP World Tour Masters 1000 |
| ATP World Tour 500          |
| ATP World Tour 250          |
| Evento a squadre            |

### Gennaio
| Settimana  | Torneo | Campione/i                              | Finalista/i                         | Semifinalisti                                  | Eliminati ai quarti di finale                                          |
| ---------- | --- | --------------------------------------- | ----------------------------------- | ---------------------------------------------- | ---------------------------------------------------------------------- |
| 5 gennaio  | Hopman Cup 2015 Perth, Australia Torneo a squadre misto 1 000 000 A$ - Cemento indoor – 8 squadre (RR)                              | Polonia 2-1                             | Stati Uniti                         | Round Robin (Gruppo A) Rep. Ceca Canada Italia | Round Robin (Gruppo B) Francia Regno Unito Australia                   |
| 5 gennaio  | Brisbane International 2015 Brisbane, Australia ATP World Tour 250 494 310 $ – Cemento – 28S/32Q/16D Singolare – Doppio             | Roger Federer 6-4, 6(2)–7, 6-4          | Milos Raonic                        | Grigor Dimitrov Kei Nishikori                  | James Duckworth Martin Kližan Samuel Groth Bernard Tomić               |
| 5 gennaio  | Brisbane International 2015 Brisbane, Australia ATP World Tour 250 494 310 $ – Cemento – 28S/32Q/16D Singolare – Doppio             | Jamie Murray John Peers 6-3, 7–6(4)     | Aleksandr Dolhopolov Kei Nishikori  | Grigor Dimitrov Kei Nishikori                  | James Duckworth Martin Kližan Samuel Groth Bernard Tomić               |
| 5 gennaio  | Aircel Chennai Open 2015 Chennai, India ATP World Tour 250 458 400 $ – Cemento – 28S/32Q/16D Singolare - Doppio                     | Stan Wawrinka 6-3, 6-4                  | Aljaž Bedene                        | David Goffin Roberto Bautista Agut             | Gilles Müller Andreas Haider-Maurer Lu Yen-hsun Guillermo García López |
| 5 gennaio  | Aircel Chennai Open 2015 Chennai, India ATP World Tour 250 458 400 $ – Cemento – 28S/32Q/16D Singolare - Doppio                     | Lu Yen-hsun Jonathan Marray 6-3, 7–6(4) | Raven Klaasen Leander Paes          | David Goffin Roberto Bautista Agut             | Gilles Müller Andreas Haider-Maurer Lu Yen-hsun Guillermo García López |
| 5 gennaio  | Qatar ExxonMobil Open 2015 Doha, Qatar ATP World Tour 250 1 221 320 $ – Cemento – 32S/32Q/16D Singolare – Doppio                    | David Ferrer 6-4, 7-5                   | Tomáš Berdych                       | Ivo Karlović Andreas Seppi                     | Novak Đoković Dustin Brown Richard Gasquet Ivan Dodig                  |
| 5 gennaio  | Qatar ExxonMobil Open 2015 Doha, Qatar ATP World Tour 250 1 221 320 $ – Cemento – 32S/32Q/16D Singolare – Doppio                    | Juan Mónaco Rafael Nadal 6–3, 6–4       | Julian Knowle Philipp Oswald        | Ivo Karlović Andreas Seppi                     | Novak Đoković Dustin Brown Richard Gasquet Ivan Dodig                  |
| 12 gennaio | Apia International Sydney 2015 Sydney, Australia ATP World Tour 250 494 310 $ – Cemento – 28S/32Q/16D Singolare - Doppio            | Viktor Troicki 6-2, 6-3                 | Michail Kukuškin                    | Leonardo Mayer Gilles Müller                   | Juan Martín del Potro Julien Benneteau Bernard Tomić Simone Bolelli    |
| 12 gennaio | Apia International Sydney 2015 Sydney, Australia ATP World Tour 250 494 310 $ – Cemento – 28S/32Q/16D Singolare - Doppio            | Rohan Bopanna Daniel Nestor 6-4, 7-55   | Jean-Julien Rojer Horia Tecău       | Leonardo Mayer Gilles Müller                   | Juan Martín del Potro Julien Benneteau Bernard Tomić Simone Bolelli    |
| 12 gennaio | Heineken Open 2015 Auckland, Nuova Zelanda ATP World Tour 250 519 395 $ – Cemento – 28S/32Q/16D Singolare - Doppio                  | Jiří Veselý 6-3, 6-2                    | Adrian Mannarino                    | Lucas Pouille Kevin Anderson                   | Albert Ramos Viñolas Alejandro Falla Steve Johnson Donald Young        |
| 12 gennaio | Heineken Open 2015 Auckland, Nuova Zelanda ATP World Tour 250 519 395 $ – Cemento – 28S/32Q/16D Singolare - Doppio                  | Raven Klaasen Leander Paes 7-6(1), 6-4  | Dominic Inglot Florin Mergea        | Lucas Pouille Kevin Anderson                   | Albert Ramos Viñolas Alejandro Falla Steve Johnson Donald Young        |
| 19 gennaio | Australian Open 2015 Melbourne, Australia Grande Slam 36 300 000 A$ – Cemento - 128S/128Q/64D/32X Singolare - Doppio - Doppio misto | Novak Đoković 7–6(5), 6(4)–7, 6-3, 6-0  | Andy Murray                         | Tomáš Berdych Stan Wawrinka                    | Milos Raonic Kei Nishikori Rafael Nadal Nick Kyrgios                   |
| 19 gennaio | Australian Open 2015 Melbourne, Australia Grande Slam 36 300 000 A$ – Cemento - 128S/128Q/64D/32X Singolare - Doppio - Doppio misto | Simone Bolelli Fabio Fognini 6-4, 6-4   | Pierre-Hugues Herbert Nicolas Mahut | Tomáš Berdych Stan Wawrinka                    | Milos Raonic Kei Nishikori Rafael Nadal Nick Kyrgios                   |
| 19 gennaio | Australian Open 2015 Melbourne, Australia Grande Slam 36 300 000 A$ – Cemento - 128S/128Q/64D/32X Singolare - Doppio - Doppio misto | Martina Hingis Leander Paes 6-4, 6-3    | Kristina Mladenovic Daniel Nestor   | Tomáš Berdych Stan Wawrinka                    | Milos Raonic Kei Nishikori Rafael Nadal Nick Kyrgios                   |

### Febbraio
| Settimana   | Torneo | Campioni                                                  | Finalisti                             | Semifinalisti                             | Eliminati ai quarti di finale                                     |
| ----------- | --- | --------------------------------------------------------- | ------------------------------------- | ----------------------------------------- | ----------------------------------------------------------------- |
| 2 febbraio  | Ecuador Open Quito 2015 Quito, Ecuador ATP World Tour 250 494 310 $ – Terra rossa – 28S/32Q/16D Singolare – Doppio                   | Víctor Estrella Burgos 6-2, 6(5)–7, 7–6(5)                | Feliciano López                       | Fernando Verdasco Thomaz Bellucci         | Dušan Lajović Paolo Lorenzi Martin Kližan Albert Montañés         |
| 2 febbraio  | Ecuador Open Quito 2015 Quito, Ecuador ATP World Tour 250 494 310 $ – Terra rossa – 28S/32Q/16D Singolare – Doppio                   | Gero Kretschmer Alexander Satschko 7-5, 7–6(3)            | Víctor Estrella Burgos João Souza     | Fernando Verdasco Thomaz Bellucci         | Dušan Lajović Paolo Lorenzi Martin Kližan Albert Montañés         |
| 2 febbraio  | Open Sud de France 2015 Montpellier, Francia ATP World Tour 250 494 310 € – Cemento indoor – 28S/32Q/16D Singolare – Doppio          | Richard Gasquet 3-0, rit.                                 | Jerzy Janowicz                        | Gaël Monfils João Sousa                   | Steve Darcis Denis Istomin Philipp Kohlschreiber Gilles Simon     |
| 2 febbraio  | Open Sud de France 2015 Montpellier, Francia ATP World Tour 250 494 310 € – Cemento indoor – 28S/32Q/16D Singolare – Doppio          | Marcus Daniell Artem Sitak 3-6, 6-4, [16-4]               | Dominic Inglot Florin Mergea          | Gaël Monfils João Sousa                   | Steve Darcis Denis Istomin Philipp Kohlschreiber Gilles Simon     |
| 2 febbraio  | Zagreb Indoors 2015 Zagabria, Croazia ATP World Tour 250 494 310 € – Cemento indoor – 28S/32Q/16D Singolare – Doppio                 | Guillermo García López 7–6(4), 6-3                        | Andreas Seppi                         | Marcos Baghdatis Marcel Granollers        | Michail Južnyj Viktor Troicki Ričardas Berankis Igor Sijsling     |
| 2 febbraio  | Zagreb Indoors 2015 Zagabria, Croazia ATP World Tour 250 494 310 € – Cemento indoor – 28S/32Q/16D Singolare – Doppio                 | Marin Draganja Henri Kontinen 6-4, 6-4                    | Fabrice Martin Purav Raja             | Marcos Baghdatis Marcel Granollers        | Michail Južnyj Viktor Troicki Ričardas Berankis Igor Sijsling     |
| 9 febbraio  | Rotterdam Open 2015 Rotterdam, Paesi Bassi ATP World Tour 500 1 600 855 € – Cemento indoor – 32S/16Q/16D Singolare – Doppio          | Stan Wawrinka 4-6, 6-3, 6-4                               | Tomáš Berdych                         | Gilles Simon Milos Raonic                 | Andy Murray Gaël Monfils Gilles Müller Serhij Stachovs'kyj        |
| 9 febbraio  | Rotterdam Open 2015 Rotterdam, Paesi Bassi ATP World Tour 500 1 600 855 € – Cemento indoor – 32S/16Q/16D Singolare – Doppio          | Jean-Julien Rojer Horia Tecău 3-6, 6-3, [10-8]            | Jamie Murray John Peers               | Gilles Simon Milos Raonic                 | Andy Murray Gaël Monfils Gilles Müller Serhij Stachovs'kyj        |
| 9 febbraio  | Brasil Open 2015 San Paolo, Brasile ATP World Tour 250 505 655 $ – Terra rossa indoor – 28S/16Q/16D Singolare – Doppio               | Pablo Cuevas 6-4, 3-6, 7–6(4)                             | Luca Vanni                            | João Souza Santiago Giraldo               | Dušan Lajović Leonardo Mayer Fabio Fognini Nicolás Almagro        |
| 9 febbraio  | Brasil Open 2015 San Paolo, Brasile ATP World Tour 250 505 655 $ – Terra rossa indoor – 28S/16Q/16D Singolare – Doppio               | Juan Sebastián Cabal Robert Farah 6-4, 6-2                | Diego Schwartzman Paolo Lorenzi       | João Souza Santiago Giraldo               | Dušan Lajović Leonardo Mayer Fabio Fognini Nicolás Almagro        |
| 9 febbraio  | Memphis Open 2015 Memphis, Stati Uniti d'America ATP World Tour 250 659 070 $ – Cemento indoor – 28S/32Q/16D Singolare - Doppio      | Kei Nishikori 6-4, 6-4                                    | Kevin Anderson                        | Sam Querrey Donald Young                  | Austin Krajicek John Isner Bernard Tomić Steve Johnson            |
| 9 febbraio  | Memphis Open 2015 Memphis, Stati Uniti d'America ATP World Tour 250 659 070 $ – Cemento indoor – 28S/32Q/16D Singolare - Doppio      | Mariusz Fyrstenberg Santiago González 5-7, 7-6(1), [10-8] | Artem Sitak Donald Young              | Sam Querrey Donald Young                  | Austin Krajicek John Isner Bernard Tomić Steve Johnson            |
| 16 febbraio | Rio Open 2015 Rio de Janeiro, Brasile ATP World Tour 500 1 548 755 $ – Terra rossa – 32S/16Q/16D Singolare – Doppio                  | David Ferrer 6-2, 6-3                                     | Fabio Fognini                         | Andreas Haider-Maurer Rafael Nadal        | Pablo Cuevas Federico Delbonis João Souza Juan Mónaco             |
| 16 febbraio | Rio Open 2015 Rio de Janeiro, Brasile ATP World Tour 500 1 548 755 $ – Terra rossa – 32S/16Q/16D Singolare – Doppio                  | Martin Kližan Philipp Oswald 7–6(3), 6-3                  | Pablo Andújar Oliver Marach           | Andreas Haider-Maurer Rafael Nadal        | Pablo Cuevas Federico Delbonis João Souza Juan Mónaco             |
| 16 febbraio | Delray Beach Open 2015 Delray Beach, Stati Uniti d'America ATP World Tour 250 549 230 $ – Cemento – 32S/32Q/16D Singolare – Doppio   | Ivo Karlović 6-3, 6-3                                     | Donald Young                          | Adrian Mannarino Bernard Tomić            | Lu Yen-hsun Steve Johnson Aleksandr Dolhopolov Yoshihito Nishioka |
| 16 febbraio | Delray Beach Open 2015 Delray Beach, Stati Uniti d'America ATP World Tour 250 549 230 $ – Cemento – 32S/32Q/16D Singolare – Doppio   | Bob Bryan Mike Bryan 6-3, 3-6, [10-6]                     | Raven Klaasen Leander Paes            | Adrian Mannarino Bernard Tomić            | Lu Yen-hsun Steve Johnson Aleksandr Dolhopolov Yoshihito Nishioka |
| 16 febbraio | Open 13 2015 Marsiglia, Francia ATP World Tour 250 632 840 € – Cemento indoor – 28S/32Q/16D Singolare – Doppio                       | Gilles Simon 6-4, 1-6, 7–6(4)                             | Gaël Monfils                          | Roberto Bautista Agut Serhij Stachovs'kyj | Simone Bolelli Dominic Thiem Jérémy Chardy Stan Wawrinka          |
| 16 febbraio | Open 13 2015 Marsiglia, Francia ATP World Tour 250 632 840 € – Cemento indoor – 28S/32Q/16D Singolare – Doppio                       | Marin Draganja Henri Kontinen 6-4, 3-6, [10-8]            | Colin Fleming Jonathan Marray         | Roberto Bautista Agut Serhij Stachovs'kyj | Simone Bolelli Dominic Thiem Jérémy Chardy Stan Wawrinka          |
| 23 febbraio | Dubai Tennis Championships 2015 Dubai, Emirati Arabi Uniti ATP World Tour 500 2 503 810 $ – Cemento – 32S/16Q/16D Singolare – Doppio | Roger Federer 6-3, 7-5                                    | Novak Đoković                         | Borna Ćorić Tomáš Berdych                 | Marsel İlhan Serhij Stachovs'kyj Andy Murray Richard Gasquet      |
| 23 febbraio | Dubai Tennis Championships 2015 Dubai, Emirati Arabi Uniti ATP World Tour 500 2 503 810 $ – Cemento – 32S/16Q/16D Singolare – Doppio | Rohan Bopanna Daniel Nestor 6-4, 6-1                      | Aisam-ul-Haq Qureshi Nenad Zimonjić   | Borna Ćorić Tomáš Berdych                 | Marsel İlhan Serhij Stachovs'kyj Andy Murray Richard Gasquet      |
| 23 febbraio | Abierto Mexicano de Tenis 2015 Acapulco, Messico ATP World Tour 500 1 548 755 $ – Cemento – 32S/16Q/16D Singolare – Doppio           | David Ferrer 6–3, 7–5                                     | Kei Nishikori                         | Kevin Anderson Ryan Harrison              | Viktor Troicki Aleksandr Dolhopolov Ivo Karlović Bernard Tomić    |
| 23 febbraio | Abierto Mexicano de Tenis 2015 Acapulco, Messico ATP World Tour 500 1 548 755 $ – Cemento – 32S/16Q/16D Singolare – Doppio           | Ivan Dodig Marcelo Melo 7–6(2), 5–7, [10–3]               | Mariusz Fyrstenberg Santiago González | Kevin Anderson Ryan Harrison              | Viktor Troicki Aleksandr Dolhopolov Ivo Karlović Bernard Tomić    |
| 23 febbraio | Argentina Open 2015 Buenos Aires, Argentina ATP World Tour 250 573 750 $ – Terra rossa – 28S/32Q/16D Singolare – Doppio              | Rafael Nadal 6-4, 6-1                                     | Juan Mónaco                           | Carlos Berlocq Nicolás Almagro            | Pablo Cuevas Tommy Robredo Blaž Rola Federico Delbonis            |
| 23 febbraio | Argentina Open 2015 Buenos Aires, Argentina ATP World Tour 250 573 750 $ – Terra rossa – 28S/32Q/16D Singolare – Doppio              | Jarkko Nieminen André Sá 4-6, 6–4, [10–7]                 | Pablo Andújar Oliver Marach           | Carlos Berlocq Nicolás Almagro            | Pablo Cuevas Tommy Robredo Blaž Rola Federico Delbonis            |

### Marzo
| Settimana | Torneo | Campione/i | Finalista/i                                                                                  | Semifinalisti            | Eliminati ai quarti di finale                            |
| --------- | --- | --- | -------------------------------------------------------------------------------------------- | ------------------------ | -------------------------------------------------------- |
| 2 marzo   | Coppa Davis 2015 Primo turno Francoforte sul Meno, Germania – Cemento (i) Glasgow, Gran Bretagna – Cemento (i) Ostrava, Repubblica Ceca – Cemento (i) Astana, Kazakistan – Cemento (i) Buenos Aires, Argentina – Terra rossa Kraljevo, Serbia – Cemento (i) Vancouver, Canada – Cemento (i) Liegi, Belgio – Cemento (i) | Vincenti Primo turno Francia 3-2 Regno Unito 3-2 Australia 3-2 Kazakistan 3-2 Argentina 3-2 Serbia 5-0 Canada 3-2 Belgio 3-2 | Perdenti Primo turno Germania Stati Uniti Rep. Ceca Italia Brasile Croazia Giappone Svizzera |                          |                                                          |
| 9 marzo   | Indian Wells Open 2015 Indian Wells, Stati Uniti ATP World Tour Masters 1000 6 267 755 $ - Cemento - 96S/48Q/32D Singolare - Doppio | Novak Đoković 6-3, 6(5)–7, 6-2                                                                                               | Roger Federer                                                                                | Andy Murray Milos Raonic | Bernard Tomić Feliciano López Rafael Nadal Tomáš Berdych |
| 9 marzo   | Indian Wells Open 2015 Indian Wells, Stati Uniti ATP World Tour Masters 1000 6 267 755 $ - Cemento - 96S/48Q/32D Singolare - Doppio | Vasek Pospisil Jack Sock 6-4, 6(3)–7, [10-7]                                                                                 | Simone Bolelli Fabio Fognini                                                                 | Andy Murray Milos Raonic | Bernard Tomić Feliciano López Rafael Nadal Tomáš Berdych |
| 23 marzo  | Miami Open 2015 Miami, Stati Uniti ATP World Tour Masters 1000 6 267 755 $ - Cemento - 96S/48Q/32D Singolare - Doppio | Novak Đoković 7–6(3), 4-6, 6-0                                                                                               | Andy Murray                                                                                  | John Isner Tomáš Berdych | David Ferrer Kei Nishikori Dominic Thiem Juan Mónaco     |
| 23 marzo  | Miami Open 2015 Miami, Stati Uniti ATP World Tour Masters 1000 6 267 755 $ - Cemento - 96S/48Q/32D Singolare - Doppio | Bob Bryan Mike Bryan 6–3, 1–6, [10–8]                                                                                        | Vasek Pospisil Jack Sock                                                                     | John Isner Tomáš Berdych | David Ferrer Kei Nishikori Dominic Thiem Juan Mónaco     |

### Aprile
| Settimana | Torneo | Campione/i                                        | Finalista/i                    | Semifinalisti                              | Eliminati ai quarti di finale                                           |
| --------- | --- | ------------------------------------------------- | ------------------------------ | ------------------------------------------ | ----------------------------------------------------------------------- |
| 6 aprile  | U.S. Men's Clay Court Championships 2015 Houston, Stati Uniti d'America ATP World Tour 250 549 230 $ - Terra rossa - 28S/32Q/16D Singolare - Doppio | Jack Sock 7–6(9), 7–6(2)                          | Sam Querrey                    | Fernando Verdasco Kevin Anderson           | Feliciano López Tejmuraz Gabašvili Jérémy Chardy Santiago Giraldo       |
| 6 aprile  | U.S. Men's Clay Court Championships 2015 Houston, Stati Uniti d'America ATP World Tour 250 549 230 $ - Terra rossa - 28S/32Q/16D Singolare - Doppio | Ričardas Berankis Tejmuraz Gabašvili 6-4, 6-4     | Treat Conrad Huey Scott Lipsky | Fernando Verdasco Kevin Anderson           | Feliciano López Tejmuraz Gabašvili Jérémy Chardy Santiago Giraldo       |
| 6 aprile  | Grand Prix Hassan II 2015 Casablanca, Marocco ATP World Tour 250 494 310 € - Terra rossa - 28S/32Q/16D Singolare - Doppio                           | Martin Kližan 6-2, 6-2                            | Daniel Gimeno Traver           | Jiří Veselý Damir Džumhur                  | Lamine Ouahab Aljaž Bedene Andreas Haider-Maurer Nicolás Almagro        |
| 6 aprile  | Grand Prix Hassan II 2015 Casablanca, Marocco ATP World Tour 250 494 310 € - Terra rossa - 28S/32Q/16D Singolare - Doppio                           | Rameez Junaid Adil Shamasdin 3–6, 6–2, [10–7]     | Rohan Bopanna Florin Mergea    | Jiří Veselý Damir Džumhur                  | Lamine Ouahab Aljaž Bedene Andreas Haider-Maurer Nicolás Almagro        |
| 13 aprile | Monte Carlo Masters 2015 Monte Carlo, Principato di Monaco ATP World Tour Masters 1000 3 830 295 € - Terra rossa - 56S/28Q/24D Singolare - Doppio   | Novak Đoković 7-5, 4-6, 6-3                       | Tomáš Berdych                  | Gaël Monfils Rafael Nadal                  | Marin Čilić David Ferrer Milos Raonic Grigor Dimitrov                   |
| 13 aprile | Monte Carlo Masters 2015 Monte Carlo, Principato di Monaco ATP World Tour Masters 1000 3 830 295 € - Terra rossa - 56S/28Q/24D Singolare - Doppio   | Bob Bryan Mike Bryan 7–6(3), 6-1                  | Simone Bolelli Fabio Fognini   | Gaël Monfils Rafael Nadal                  | Marin Čilić David Ferrer Milos Raonic Grigor Dimitrov                   |
| 20 aprile | Barcelona Open 2015 Barcellona, Spagna ATP World Tour 500 2 265 235 € - Terra rossa - 48S/28Q/24D Singolare - Doppio                                | Kei Nishikori 6-4, 6-4                            | Pablo Andújar                  | Martin Kližan David Ferrer                 | Roberto Bautista Agut Tommy Robredo Philipp Kohlschreiber Fabio Fognini |
| 20 aprile | Barcelona Open 2015 Barcellona, Spagna ATP World Tour 500 2 265 235 € - Terra rossa - 48S/28Q/24D Singolare - Doppio                                | Marin Draganja Henri Kontinen 6-3, 6(6)–7, [11-9] | Jamie Murray John Peers        | Martin Kližan David Ferrer                 | Roberto Bautista Agut Tommy Robredo Philipp Kohlschreiber Fabio Fognini |
| 20 aprile | Romanian Open 2015 Bucarest, Romania ATP World Tour 250 494 310 € - Terra rossa - 28S/32Q/16D Singolare - Doppio                                    | Guillermo García López 7–6(5), 7–6(11)            | Jiří Veselý                    | Daniel Gimeno Traver Gaël Monfils          | Gilles Simon Ivo Karlović Lukáš Rosol Simone Bolelli                    |
| 20 aprile | Romanian Open 2015 Bucarest, Romania ATP World Tour 250 494 310 € - Terra rossa - 28S/32Q/16D Singolare - Doppio                                    | Marius Copil Adrian Ungur 3-6, 7-5, [17-15]       | Nicholas Monroe Artem Sitak    | Daniel Gimeno Traver Gaël Monfils          | Gilles Simon Ivo Karlović Lukáš Rosol Simone Bolelli                    |
| 27 aprile | Internazionali di Tennis di Baviera 2015 Monaco di Baviera, Germania ATP World Tour 250 494 310 € - Terra rossa - 28S/32Q/16D Singolare - Doppio    | Andy Murray 7–6(4), 5-7, 7–6(4)                   | Philipp Kohlschreiber          | Roberto Bautista Agut Gerald Melzer        | Lukáš Rosol Víctor Estrella Burgos David Goffin Dominic Thiem           |
| 27 aprile | Internazionali di Tennis di Baviera 2015 Monaco di Baviera, Germania ATP World Tour 250 494 310 € - Terra rossa - 28S/32Q/16D Singolare - Doppio    | Alexander Peya Bruno Soares 6-4, 1-6, [10-5]      | Alexander Zverev Miša Zverev   | Roberto Bautista Agut Gerald Melzer        | Lukáš Rosol Víctor Estrella Burgos David Goffin Dominic Thiem           |
| 27 aprile | Millennium Estoril Open 2015 Cascais, Portogallo ATP World Tour 250 494 310 € - Terra rossa - 28S/32Q/16D Singolare - Doppio                        | Richard Gasquet 6-3, 6-2                          | Nick Kyrgios                   | Pablo Carreño Busta Guillermo García López | Robin Haase Gilles Müller Nicolás Almagro Borna Ćorić                   |
| 27 aprile | Millennium Estoril Open 2015 Cascais, Portogallo ATP World Tour 250 494 310 € - Terra rossa - 28S/32Q/16D Singolare - Doppio                        | Treat Conrad Huey Scott Lipsky 6-1, 6-4           | Marc López David Marrero       | Pablo Carreño Busta Guillermo García López | Robin Haase Gilles Müller Nicolás Almagro Borna Ćorić                   |
| 27 aprile | TEB BNP Paribas Istanbul Open 2015 Istanbul, Turchia ATP World Tour 250 494 310 € - Terra Rossa - 28S/32Q/16D Singolare - Doppio                    | Roger Federer 6-3, 7–6(11)                        | Pablo Cuevas                   | Diego Schwartzman Grigor Dimitrov          | Daniel Gimeno Traver Santiago Giraldo Thomaz Bellucci Ivan Dodig        |
| 27 aprile | TEB BNP Paribas Istanbul Open 2015 Istanbul, Turchia ATP World Tour 250 494 310 € - Terra Rossa - 28S/32Q/16D Singolare - Doppio                    | Radu Albot Dušan Lajović 6-4, 7–6(2)              | Robert Lindstedt Jürgen Melzer | Diego Schwartzman Grigor Dimitrov          | Daniel Gimeno Traver Santiago Giraldo Thomaz Bellucci Ivan Dodig        |

### Maggio
| Settimana | Torneo | Campione/i                                         | Finalista/i                     | Semifinalisti                      | Eliminati ai quarti di finale                                |
| --------- | --- | -------------------------------------------------- | ------------------------------- | ---------------------------------- | ------------------------------------------------------------ |
| 4 maggio  | Madrid Open 2015 Madrid, Spagna ATP World Tour Masters 1000 5 113 730 € - Terra rossa - 56S/28Q/24D Singolare - Doppio           | Andy Murray 6-3, 6-2                               | Rafael Nadal                    | Tomáš Berdych Kei Nishikori        | John Isner Grigor Dimitrov David Ferrer Milos Raonic         |
| 4 maggio  | Madrid Open 2015 Madrid, Spagna ATP World Tour Masters 1000 5 113 730 € - Terra rossa - 56S/28Q/24D Singolare - Doppio           | Rohan Bopanna Florin Mergea 6-2, 6(5)–7, [11-9]    | Marcin Matkowski Nenad Zimonjić | Tomáš Berdych Kei Nishikori        | John Isner Grigor Dimitrov David Ferrer Milos Raonic         |
| 11 maggio | Internazionali d'Italia 2015 Roma, Italia ATP World Tour Masters 1000 3 830 295 € - Terra rossa - 56S/28Q/24D Singolare - Doppio | Novak Đoković 6-4, 6-3                             | Roger Federer                   | David Ferrer Stan Wawrinka         | Kei Nishikori David Goffin Rafael Nadal Tomáš Berdych        |
| 11 maggio | Internazionali d'Italia 2015 Roma, Italia ATP World Tour Masters 1000 3 830 295 € - Terra rossa - 56S/28Q/24D Singolare - Doppio | Pablo Cuevas David Marrero 6-4, 7-5                | Marcel Granollers Marc López    | David Ferrer Stan Wawrinka         | Kei Nishikori David Goffin Rafael Nadal Tomáš Berdych        |
| 18 maggio | Open de Nice Côte d'Azur 2015 Nizza, Francia ATP World Tour 250 494 310 € - Terra rossa - 28S/32Q/16D Singolare - Doppio         | Dominic Thiem 6(8)–7, 7–5, 7–6(2)                  | Leonardo Mayer                  | Borna Ćorić John Isner             | James Duckworth Juan Mónaco Ernests Gulbis Dušan Lajović     |
| 18 maggio | Open de Nice Côte d'Azur 2015 Nizza, Francia ATP World Tour 250 494 310 € - Terra rossa - 28S/32Q/16D Singolare - Doppio         | Mate Pavić Michael Venus 7–6(4), 2–6, [10–8]       | Jean-Julien Rojer Horia Tecău   | Borna Ćorić John Isner             | James Duckworth Juan Mónaco Ernests Gulbis Dušan Lajović     |
| 18 maggio | Geneva Open 2015 Ginevra, Svizzera ATP World Tour 250 494 310 € - Terra rossa - 28S/32Q/16D Singolare - Doppio                   | Thomaz Bellucci 7–6(4), 6–4                        | João Sousa                      | Federico Delbonis Santiago Giraldo | Stan Wawrinka Pablo Andújar Albert Ramos Viñolas Marin Čilić |
| 18 maggio | Geneva Open 2015 Ginevra, Svizzera ATP World Tour 250 494 310 € - Terra rossa - 28S/32Q/16D Singolare - Doppio                   | Juan Sebastián Cabal Robert Farah 7–5, 4–6, [10–7] | Raven Klaasen Lu Yen-hsun       | Federico Delbonis Santiago Giraldo | Stan Wawrinka Pablo Andújar Albert Ramos Viñolas Marin Čilić |
| 25 maggio | Open di Francia 2015 Parigi, Francia Grande Slam 14 014 300 € - Terra rossa - 128S/128Q/64D/32X Singolare - Doppio - Misto       | Stan Wawrinka 4-6, 6-4, 6-3, 6-4                   | Novak Đoković                   | Andy Murray Jo-Wilfried Tsonga     | Rafael Nadal David Ferrer Kei Nishikori Roger Federer        |
| 25 maggio | Open di Francia 2015 Parigi, Francia Grande Slam 14 014 300 € - Terra rossa - 128S/128Q/64D/32X Singolare - Doppio - Misto       | Ivan Dodig Marcelo Melo 6(5)–7, 7–6(5), 7-5        | Bob Bryan Mike Bryan            | Andy Murray Jo-Wilfried Tsonga     | Rafael Nadal David Ferrer Kei Nishikori Roger Federer        |
| 25 maggio | Open di Francia 2015 Parigi, Francia Grande Slam 14 014 300 € - Terra rossa - 128S/128Q/64D/32X Singolare - Doppio - Misto       | Bethanie Mattek-Sands Mike Bryan 7–6(3), 6-1       | Lucie Hradecká Marcin Matkowski | Andy Murray Jo-Wilfried Tsonga     | Rafael Nadal David Ferrer Kei Nishikori Roger Federer        |

### Giugno
| Settimana | Torneo | Campione/i                                     | Finalista/i                         | Semifinalisti                         | Eliminati ai quarti di finale                                |
| --------- | --- | ---------------------------------------------- | ----------------------------------- | ------------------------------------- | ------------------------------------------------------------ |
| 8 giugno  | Topshelf Open 2015 's-Hertogenbosch, Paesi Bassi ATP World Tour 250 604 155 € - Erba - 32S/32Q/16D Singolare - Doppio                    | Nicolas Mahut 7-6(1), 6-1                      | David Goffin                        | Robin Haase Gilles Müller             | Ivo Karlović Adrian Mannarino Marius Copil Illja Marčenko    |
| 8 giugno  | Topshelf Open 2015 's-Hertogenbosch, Paesi Bassi ATP World Tour 250 604 155 € - Erba - 32S/32Q/16D Singolare - Doppio                    | Ivo Karlović Łukasz Kubot 6-2, 7–6(9)          | Pierre-Hugues Herbert Nicolas Mahut | Robin Haase Gilles Müller             | Ivo Karlović Adrian Mannarino Marius Copil Illja Marčenko    |
| 8 giugno  | Mercedes Cup 2015 Stoccarda, Germania ATP World Tour 250 642 070 € - Erba - 32S/32Q/16D Singolare - Doppio                               | Rafael Nadal 7–6(3), 6-3                       | Viktor Troicki                      | Gaël Monfils Marin Čilić              | Bernard Tomić Philipp Kohlschreiber Samuel Groth Miša Zverev |
| 8 giugno  | Mercedes Cup 2015 Stoccarda, Germania ATP World Tour 250 642 070 € - Erba - 32S/32Q/16D Singolare - Doppio                               | Rohan Bopanna Florin Mergea 5-7, 6-2, [10-7]   | Alexander Peya Bruno Soares         | Gaël Monfils Marin Čilić              | Bernard Tomić Philipp Kohlschreiber Samuel Groth Miša Zverev |
| 15 giugno | Halle Open 2015 Halle, Germania ATP World Tour 500 1 696 645 € - Erba - 28S/32Q/16D Singolare - Doppio                                   | Roger Federer 7-6(1), 6-4                      | Andreas Seppi                       | Ivo Karlović Kei Nishikori            | Florian Mayer Tomáš Berdych Gaël Monfils Jerzy Janowicz      |
| 15 giugno | Halle Open 2015 Halle, Germania ATP World Tour 500 1 696 645 € - Erba - 28S/32Q/16D Singolare - Doppio                                   | Raven Klaasen Rajeev Ram 7–6(5), 6-2           | Rohan Bopanna Florin Mergea         | Ivo Karlović Kei Nishikori            | Florian Mayer Tomáš Berdych Gaël Monfils Jerzy Janowicz      |
| 15 giugno | Queen's Club Championships 2015 Londra, Gran Bretagna ATP World Tour 500 1 696 645 € - Erba - 56S/32Q/24D Singolare - Doppio             | Andy Murray 6-3, 6-4                           | Kevin Anderson                      | Viktor Troicki Gilles Simon           | Gilles Müller John Isner Milos Raonic Guillermo García López |
| 15 giugno | Queen's Club Championships 2015 Londra, Gran Bretagna ATP World Tour 500 1 696 645 € - Erba - 56S/32Q/24D Singolare - Doppio             | Pierre-Hugues Herbert Nicolas Mahut 6-2, 6-2   | Marcin Matkowski Nenad Zimonjić     | Viktor Troicki Gilles Simon           | Gilles Müller John Isner Milos Raonic Guillermo García López |
| 22 giugno | Aegon Open Nottingham 2015 Nottingham, Gran Bretagna ATP World Tour 250 644 065 € - Erba - 28S/32Q/16D Singolare - Doppio                | Denis Istomin 7-6(1), 7–6(6)                   | Sam Querrey                         | Marcos Baghdatis Aleksandr Dolhopolov | Simone Bolelli Leonardo Mayer Lu Yen-hsun Gilles Simon       |
| 22 giugno | Aegon Open Nottingham 2015 Nottingham, Gran Bretagna ATP World Tour 250 644 065 € - Erba - 28S/32Q/16D Singolare - Doppio                | Chris Guccione André Sá 6-2, 7-5               | Pablo Cuevas David Marrero          | Marcos Baghdatis Aleksandr Dolhopolov | Simone Bolelli Leonardo Mayer Lu Yen-hsun Gilles Simon       |
| 29 giugno | Torneo di Wimbledon 2015 Londra, Gran Bretagna Grande Slam 12 568 000 £ - Erba - 128S/128Q/64D/16Q/48X Singolare - Doppio - Doppio misto | Novak Đoković 7-6(1), 6(10)–7, 6-4, 6-3        | Roger Federer                       | Richard Gasquet Andy Murray           | Marin Čilić Stan Wawrinka Vasek Pospisil Gilles Simon        |
| 29 giugno | Torneo di Wimbledon 2015 Londra, Gran Bretagna Grande Slam 12 568 000 £ - Erba - 128S/128Q/64D/16Q/48X Singolare - Doppio - Doppio misto | Jean-Julien Rojer Horia Tecău 7–6(5), 6-4, 6-4 | Jamie Murray John Peers             | Richard Gasquet Andy Murray           | Marin Čilić Stan Wawrinka Vasek Pospisil Gilles Simon        |
| 29 giugno | Torneo di Wimbledon 2015 Londra, Gran Bretagna Grande Slam 12 568 000 £ - Erba - 128S/128Q/64D/16Q/48X Singolare - Doppio - Doppio misto | Martina Hingis Leander Paes 6-1, 6-1           | Tímea Babos Alexander Peya          | Richard Gasquet Andy Murray           | Marin Čilić Stan Wawrinka Vasek Pospisil Gilles Simon        |

### Luglio
| Settimana | Torneo | Campione/i                                                                       | Finalista/i                                                | Semifinalisti                      | Eliminati ai quarti di finale                                         |
| --------- | --- | -------------------------------------------------------------------------------- | ---------------------------------------------------------- | ---------------------------------- | --------------------------------------------------------------------- |
| 13 luglio | Hall of Fame Tennis Championships 2015 Newport, Stati Uniti ATP World Tour 250 549 230 $ - Erba - 32S/32Q/16D Singolare - Doppio                              | Rajeev Ram 7–6(5), 5-7, 7–6(2)                                                   | Ivo Karlović                                               | John-Patrick Smith Jack Sock       | Adrian Mannarino Tatsuma Itō Jan Hernych Dustin Brown                 |
| 13 luglio | Hall of Fame Tennis Championships 2015 Newport, Stati Uniti ATP World Tour 250 549 230 $ - Erba - 32S/32Q/16D Singolare - Doppio                              | Jonathan Marray Aisam-ul-Haq Qureshi 4-6, 6-3, [10-8]                            | Nicholas Monroe Mate Pavić                                 | John-Patrick Smith Jack Sock       | Adrian Mannarino Tatsuma Itō Jan Hernych Dustin Brown                 |
| 13 luglio | Coppa Davis 2015 Quarti di finale Londra, Regno Unito - Erba Darwin, Australia - Erba Buenos Aires, Argentina - Terra rossa (i) Ostenda, Belgio - Terra rossa | Vincenti quarti di finale Regno Unito 3-1 Australia 3-2 Argentina 3-2 Belgio 5-0 | Perdenti quarti di finale Francia Kazakistan Serbia Canada |                                    |                                                                       |
| 20 luglio | Swedish Open 2015 Båstad, Svezia ATP World Tour 250 494 310 € - Terra rossa - 28S/32Q/16D Singolare - Doppio                                                  | Benoît Paire 7–6(7), 6-3                                                         | Tommy Robredo                                              | Pablo Cuevas Alexander Zverev      | Denis Istomin Steve Darcis Thomaz Bellucci Paul-Henri Mathieu         |
| 20 luglio | Swedish Open 2015 Båstad, Svezia ATP World Tour 250 494 310 € - Terra rossa - 28S/32Q/16D Singolare - Doppio                                                  | Jérémy Chardy Łukasz Kubot 6(6)–7, 6-3, [10-8]                                   | Juan Sebastián Cabal Robert Farah                          | Pablo Cuevas Alexander Zverev      | Denis Istomin Steve Darcis Thomaz Bellucci Paul-Henri Mathieu         |
| 20 luglio | Croatia Open Umag 2015 Umago, Croazia ATP World Tour 250 494 310 € - Terra rossa - 28S/32Q/16D Singolare - Doppio                                             | Dominic Thiem 6-4, 6-1                                                           | João Sousa                                                 | Gaël Monfils Roberto Bautista Agut | Philipp Kohlschreiber Andreas Haider-Maurer Fabio Fognini Borna Ćorić |
| 20 luglio | Croatia Open Umag 2015 Umago, Croazia ATP World Tour 250 494 310 € - Terra rossa - 28S/32Q/16D Singolare - Doppio                                             | Máximo González André Sá 4-6, 6-3, [10-5]                                        | Mariusz Fyrstenberg Santiago González                      | Gaël Monfils Roberto Bautista Agut | Philipp Kohlschreiber Andreas Haider-Maurer Fabio Fognini Borna Ćorić |
| 20 luglio | Colombia Open 2015 Bogotà, Colombia ATP World Tour 250 768 915 $ - Cemento - 28S/32Q/16D Singolare - Doppio                                                   | Bernard Tomić 6-1, 3-6, 6-2                                                      | Adrian Mannarino                                           | Ivo Karlović Michael Berrer        | Radek Štěpánek Malek Jaziri Víctor Estrella Burgos Tatsuma Itō        |
| 20 luglio | Colombia Open 2015 Bogotà, Colombia ATP World Tour 250 768 915 $ - Cemento - 28S/32Q/16D Singolare - Doppio                                                   | Édouard Roger-Vasselin Radek Štěpánek 7-5, 6-3                                   | Mate Pavić Michael Venus                                   | Ivo Karlović Michael Berrer        | Radek Štěpánek Malek Jaziri Víctor Estrella Burgos Tatsuma Itō        |
| 27 luglio | Bet-at-home Open 2015 Amburgo, Germania ATP World Tour 500 1 407 960 € - Terra rossa - 48S/24Q/16D Singolare - Doppio                                         | Rafael Nadal 7-5, 7-5                                                            | Fabio Fognini                                              | Lucas Pouille Andreas Seppi        | Pablo Cuevas Simone Bolelli Aljaž Bedene Benoît Paire                 |
| 27 luglio | Bet-at-home Open 2015 Amburgo, Germania ATP World Tour 500 1 407 960 € - Terra rossa - 48S/24Q/16D Singolare - Doppio                                         | Jamie Murray John Peers 2-6, 6-3, [10-8]                                         | Juan Sebastián Cabal Robert Farah                          | Lucas Pouille Andreas Seppi        | Pablo Cuevas Simone Bolelli Aljaž Bedene Benoît Paire                 |
| 27 luglio | Crédit Agricole Suisse Open Gstaad 2015 Gstaad, Svizzera ATP World Tour 250 494 310 € - Terra rossa - 28S/32Q/16D Singolare - Doppio                          | Dominic Thiem 7-5, 6-2                                                           | David Goffin                                               | Feliciano López Thomaz Bellucci    | João Sousa Pablo Andújar Pablo Carreño Busta Santiago Giraldo         |
| 27 luglio | Crédit Agricole Suisse Open Gstaad 2015 Gstaad, Svizzera ATP World Tour 250 494 310 € - Terra rossa - 28S/32Q/16D Singolare - Doppio                          | Aljaksandr Bury Denis Istomin 3-6, 6-2, [10-5]                                   | Oliver Marach Aisam-ul-Haq Qureshi                         | Feliciano López Thomaz Bellucci    | João Sousa Pablo Andújar Pablo Carreño Busta Santiago Giraldo         |
| 27 luglio | BB&T Atlanta Open 2015 Atlanta, Stati Uniti ATP World Tour 250 659 070 $ - Cemento - 28S/32Q/16D Singolare - Doppio                                           | John Isner 6-3, 6-3                                                              | Marcos Baghdatis                                           | Denis Kudla Gilles Müller          | Ričardas Berankis Dudi Sela Gō Soeda Vasek Pospisil                   |
| 27 luglio | BB&T Atlanta Open 2015 Atlanta, Stati Uniti ATP World Tour 250 659 070 $ - Cemento - 28S/32Q/16D Singolare - Doppio                                           | Bob Bryan Mike Bryan 4-6, 7–6(2), [10-4]                                         | Colin Fleming Gilles Müller                                | Denis Kudla Gilles Müller          | Ričardas Berankis Dudi Sela Gō Soeda Vasek Pospisil                   |

### Agosto
| Settimana | Torneo | Campione/i                                      | Finalista/i                          | Semifinalisti                    | Eliminati ai quarti di finale                                     |
| --------- | --- | ----------------------------------------------- | ------------------------------------ | -------------------------------- | ----------------------------------------------------------------- |
| 3 agosto  | Citi Open 2015 Washington, Stati Uniti d'America ATP World Tour 500 1 753 020 $ - Cemento - 48S/24Q/16D Singolare - Doppio         | Kei Nishikori 4-6, 6-4, 6-4                     | John Isner                           | Steve Johnson Marin Čilić        | Ričardas Berankis Jack Sock Alexander Zverev Samuel Groth         |
| 3 agosto  | Citi Open 2015 Washington, Stati Uniti d'America ATP World Tour 500 1 753 020 $ - Cemento - 48S/24Q/16D Singolare - Doppio         | Bob Bryan Mike Bryan 6-4, 6-2                   | Ivan Dodig Marcelo Melo              | Steve Johnson Marin Čilić        | Ričardas Berankis Jack Sock Alexander Zverev Samuel Groth         |
| 3 agosto  | Generali Open 2015 Kitzbühel, Austria ATP World Tour 250 494 310 € - Terra rossa - 28S/26Q/16D Singolare - Doppio                  | Philipp Kohlschreiber 2-6, 6-2, 6-2             | Paul-Henri Mathieu                   | Dominic Thiem Nicolás Almagro    | Albert Montañés Fabio Fognini Federico Delbonis Dušan Lajović     |
| 3 agosto  | Generali Open 2015 Kitzbühel, Austria ATP World Tour 250 494 310 € - Terra rossa - 28S/26Q/16D Singolare - Doppio                  | Nicolás Almagro Carlos Berlocq 5-7, 6-3, [11-9] | Robin Haase Henri Kontinen           | Dominic Thiem Nicolás Almagro    | Albert Montañés Fabio Fognini Federico Delbonis Dušan Lajović     |
| 10 agosto | Canadian Open 2015 Montréal, Canada ATP World Tour Masters 1000 4 178 500 $ - Cemento - 56S/28Q/24D Singolare - Doppio             | Andy Murray 6-4, 4-6, 6-3                       | Novak Đoković                        | Jérémy Chardy Kei Nishikori      | Ernests Gulbis John Isner Rafael Nadal Jo-Wilfried Tsonga         |
| 10 agosto | Canadian Open 2015 Montréal, Canada ATP World Tour Masters 1000 4 178 500 $ - Cemento - 56S/28Q/24D Singolare - Doppio             | Bob Bryan Mike Bryan 7–6(5), 3-6, [10-6]        | Daniel Nestor Édouard Roger-Vasselin | Jérémy Chardy Kei Nishikori      | Ernests Gulbis John Isner Rafael Nadal Jo-Wilfried Tsonga         |
| 17 agosto | Cincinnati Masters 2015 Cincinnati, Stati Uniti ATP World Tour Masters 1000 4 457 065 $ - Cemento - 56S/28Q/24D Singolare - Doppio | Roger Federer 7-6(1), 6-3                       | Novak Đoković                        | Aleksandr Dolhopolov Andy Murray | Stan Wawrinka Tomáš Berdych Richard Gasquet                       |
| 17 agosto | Cincinnati Masters 2015 Cincinnati, Stati Uniti ATP World Tour Masters 1000 4 457 065 $ - Cemento - 56S/28Q/24D Singolare - Doppio | Daniel Nestor Édouard Roger-Vasselin            | Marcin Matkowski Nenad Zimonjić      | Aleksandr Dolhopolov Andy Murray | Stan Wawrinka Tomáš Berdych Richard Gasquet                       |
| 24 agosto | Winston-Salem Open 2015 Winston-Salem, Stati Uniti ATP World Tour 250 695 515 $ - Cemento - 48S/32Q/16D Singolare - Doppio         | Kevin Anderson 6-4, 7-5                         | Pierre-Hugues Herbert                | Steve Johnson Malek Jaziri       | Pablo Carreño Busta Lu Yen-hsun Thomaz Bellucci Borna Ćorić       |
| 24 agosto | Winston-Salem Open 2015 Winston-Salem, Stati Uniti ATP World Tour 250 695 515 $ - Cemento - 48S/32Q/16D Singolare - Doppio         | Dominic Inglot Robert Lindstedt 6-2, 6-4        | Eric Butorac Scott Lipsky            | Steve Johnson Malek Jaziri       | Pablo Carreño Busta Lu Yen-hsun Thomaz Bellucci Borna Ćorić       |
| 31 agosto | US Open 2015 New York, Stati Uniti Grande Slam - Cemento 128S/128Q/64D/32X Singolare - Doppio - Doppio misto                       | Novak Đoković 6-4, 5-7, 6-4, 6-4                | Roger Federer                        | Marin Čilić Stan Wawrinka        | Jo-Wilfried Tsonga Feliciano López Kevin Anderson Richard Gasquet |
| 31 agosto | US Open 2015 New York, Stati Uniti Grande Slam - Cemento 128S/128Q/64D/32X Singolare - Doppio - Doppio misto                       | Pierre-Hugues Herbert Nicolas Mahut 6-4, 6-4    | Jamie Murray John Peers              | Marin Čilić Stan Wawrinka        | Jo-Wilfried Tsonga Feliciano López Kevin Anderson Richard Gasquet |
| 31 agosto | US Open 2015 New York, Stati Uniti Grande Slam - Cemento 128S/128Q/64D/32X Singolare - Doppio - Doppio misto                       | Martina Hingis Leander Paes 6-4, 3-6, [10-7]    | Bethanie Mattek-Sands Sam Querrey    | Marin Čilić Stan Wawrinka        | Jo-Wilfried Tsonga Feliciano López Kevin Anderson Richard Gasquet |

### Settembre
| Settimana    | Torneo | Campione/i                                           | Finalista/i                             | Semifinalisti                       | Eliminati ai quarti di finale                                    |
| ------------ | --- | ---------------------------------------------------- | --------------------------------------- | ----------------------------------- | ---------------------------------------------------------------- |
| 14 settembre | Coppa Davis 2015 Semifinali Glasgow, Regno Unito - Cemento (i) Bruxelles, Belgio - Cemento (i)                                    | Vincenti semifinali Regno Unito 3-2 Belgio 3-2       | Perdenti semifinali Australia Argentina |                                     |                                                                  |
| 21 settembre | Moselle Open 2015 Metz, Francia ATP World Tour 250 494 310 € - Cemento indoor - 28S/32Q/16D Singolare - Doppio                    | Jo-Wilfried Tsonga 7–6(5), 1-6, 6-2                  | Gilles Simon                            | Martin Kližan Philipp Kohlschreiber | Stan Wawrinka Nicolas Mahut Guillermo García López Gilles Müller |
| 21 settembre | Moselle Open 2015 Metz, Francia ATP World Tour 250 494 310 € - Cemento indoor - 28S/32Q/16D Singolare - Doppio                    | Łukasz Kubot Édouard Roger-Vasselin 2-6, 6-3, [10-7] | Pierre-Hugues Herbert Nicolas Mahut     | Martin Kližan Philipp Kohlschreiber | Stan Wawrinka Nicolas Mahut Guillermo García López Gilles Müller |
| 21 settembre | St. Petersburg Open 2015 San Pietroburgo, Russia ATP World Tour 250 1 091 000 $ - Cemento indoor - 28S/32Q/16D Singolare - Doppio | Milos Raonic 6-3, 3-6, 6-3                           | João Sousa                              | Dominic Thiem Roberto Bautista Agut | Denis Istomin Simone Bolelli Lucas Pouille Tommy Robredo         |
| 21 settembre | St. Petersburg Open 2015 San Pietroburgo, Russia ATP World Tour 250 1 091 000 $ - Cemento indoor - 28S/32Q/16D Singolare - Doppio | Treat Conrad Huey Henri Kontinen 7-5, 6-3            | Julian Knowle Alexander Peya            | Dominic Thiem Roberto Bautista Agut | Denis Istomin Simone Bolelli Lucas Pouille Tommy Robredo         |
| 28 settembre | Shenzhen Open 2015 Shenzhen, Cina ATP World Tour 250 668 945 $ - Cemento - 28S/32Q/16D Singolare - Doppio                         | Tomáš Berdych 6-3, 7–6(7)                            | Guillermo García López                  | Tommy Robredo Marin Čilić           | Jiří Veselý Simone Bolelli Adrian Mannarino Chung Hyeon          |
| 28 settembre | Shenzhen Open 2015 Shenzhen, Cina ATP World Tour 250 668 945 $ - Cemento - 28S/32Q/16D Singolare - Doppio                         | Jonathan Erlich Colin Fleming 6-1, 6(3)–7, [10-6]    | Chris Guccione André Sá                 | Tommy Robredo Marin Čilić           | Jiří Veselý Simone Bolelli Adrian Mannarino Chung Hyeon          |
| 28 settembre | Malaysian Open 2015 Kuala Lumpur, Malaysia ATP World Tour 250 1 041 540 $ - Cemento indoor - 28S/16S/16D Singolare - Doppio       | David Ferrer 7-5, 7-5                                | Feliciano López                         | Benjamin Becker Nick Kyrgios        | Michail Kukuškin Grigor Dimitrov Ivo Karlović Vasek Pospisil     |
| 28 settembre | Malaysian Open 2015 Kuala Lumpur, Malaysia ATP World Tour 250 1 041 540 $ - Cemento indoor - 28S/16S/16D Singolare - Doppio       | Treat Conrad Huey Henri Kontinen 7–6(4), 6-2         | Raven Klaasen Rajeev Ram                | Benjamin Becker Nick Kyrgios        | Michail Kukuškin Grigor Dimitrov Ivo Karlović Vasek Pospisil     |

### Ottobre
| Settimana  | Torneo | Campione/i                                      | Finalista/i                          | Semifinalisti                         | Eliminati ai quarti di finale                                 |
| ---------- | --- | ----------------------------------------------- | ------------------------------------ | ------------------------------------- | ------------------------------------------------------------- |
| 5 ottobre  | China Open 2015 Pechino, Cina ATP World Tour 500 3 944 715 $ - Cemento - 32S/16Q/16D Singolare - Doppio                     | Novak Đoković 6-2, 6-2                          | Rafael Nadal                         | David Ferrer Fabio Fognini            | John Isner Lu Yen-hsun Jack Sock Pablo Cuevas                 |
| 5 ottobre  | China Open 2015 Pechino, Cina ATP World Tour 500 3 944 715 $ - Cemento - 32S/16Q/16D Singolare - Doppio                     | Vasek Pospisil Jack Sock 3-6, 6-3, [10-6]       | Daniel Nestor Édouard Roger-Vasselin | David Ferrer Fabio Fognini            | John Isner Lu Yen-hsun Jack Sock Pablo Cuevas                 |
| 5 ottobre  | Japan Open Tennis Champs 2015 Tokyo, Giappone ATP World Tour 500 1 397 250 $ - Cemento - 32S/16Q/16D Singolare - Doppio     | Stan Wawrinka 6-2, 6-4                          | Benoît Paire                         | Gilles Müller Kei Nishikori           | Austin Krajicek Gilles Simon Nick Kyrgios Marin Čilić         |
| 5 ottobre  | Japan Open Tennis Champs 2015 Tokyo, Giappone ATP World Tour 500 1 397 250 $ - Cemento - 32S/16Q/16D Singolare - Doppio     | Raven Klaasen Marcelo Melo 7–6(5), 3-6, [10-7]  | Juan Sebastián Cabal Robert Farah    | Gilles Müller Kei Nishikori           | Austin Krajicek Gilles Simon Nick Kyrgios Marin Čilić         |
| 12 ottobre | Shanghai Masters 2015 Shanghai, Cina ATP World Tour Masters 1000 7 021 335 $ - Cemento - 56S/28Q/24D Singolare - Doppio     | Novak Đoković 6-2, 6-4                          | Jo-Wilfried Tsonga                   | Andy Murray Rafael Nadal              | Bernard Tomić Tomáš Berdych Stan Wawrinka Kevin Anderson      |
| 12 ottobre | Shanghai Masters 2015 Shanghai, Cina ATP World Tour Masters 1000 7 021 335 $ - Cemento - 56S/28Q/24D Singolare - Doppio     | Raven Klaasen Marcelo Melo 6-3, 6-3             | Simone Bolelli Fabio Fognini         | Andy Murray Rafael Nadal              | Bernard Tomić Tomáš Berdych Stan Wawrinka Kevin Anderson      |
| 19 ottobre | Kremlin Cup 2015 Mosca, Russia ATP World Tour 250 771 525 $ - Cemento indoor - 28S/32Q/16D Singolare - Doppio               | Marin Čilić 6-4, 6-4                            | Roberto Bautista Agut                | Evgenij Donskoj Philipp Kohlschreiber | Andrej Kuznecov Tejmuraz Gabašvili Robin Haase Lucas Pouille  |
| 19 ottobre | Kremlin Cup 2015 Mosca, Russia ATP World Tour 250 771 525 $ - Cemento indoor - 28S/32Q/16D Singolare - Doppio               | Andrej Rublëv Dmitrij Tursunov 2-6, 6-1, [10-6] | Radu Albot František Čermák          | Evgenij Donskoj Philipp Kohlschreiber | Andrej Kuznecov Tejmuraz Gabašvili Robin Haase Lucas Pouille  |
| 19 ottobre | Stockholm Open 2015 Stoccolma, Svezia ATP World Tour 250 604 155 € - Cemento indoor - 28S/32Q/16D Singolare - Doppio        | Tomáš Berdych 7-6(1), 6-2                       | Jack Sock                            | Marcos Baghdatis Richard Gasquet      | Grigor Dimitrov Gilles Müller Gilles Simon Jérémy Chardy      |
| 19 ottobre | Stockholm Open 2015 Stoccolma, Svezia ATP World Tour 250 604 155 € - Cemento indoor - 28S/32Q/16D Singolare - Doppio        | Nicholas Monroe Jack Sock 7-5, 6-2              | Mate Pavić Michael Venus             | Marcos Baghdatis Richard Gasquet      | Grigor Dimitrov Gilles Müller Gilles Simon Jérémy Chardy      |
| 19 ottobre | Vienna Open 2015 Vienna, Austria ATP World Tour 500 2 324 045 € - Cemento indoor - 32S/16Q/16D Singolare - Doppio           | David Ferrer 4-6, 6-4, 7-5                      | Steve Johnson                        | Ernests Gulbis Gaël Monfils           | Fabio Fognini Lukáš Rosol Ivo Karlović Kevin Anderson         |
| 19 ottobre | Vienna Open 2015 Vienna, Austria ATP World Tour 500 2 324 045 € - Cemento indoor - 32S/16Q/16D Singolare - Doppio           | Łukasz Kubot Marcelo Melo 4-6, 7–6(3), [10-6]   | Jamie Murray John Peers              | Ernests Gulbis Gaël Monfils           | Fabio Fognini Lukáš Rosol Ivo Karlović Kevin Anderson         |
| 26 ottobre | Valencia Open 2015 Valencia, Spagna ATP World Tour 250 604 155 € - Cemento indoor - 28S/32Q/16D Singolare - Doppio          | João Sousa 3-6, 6-3, 6-4                        | Roberto Bautista Agut                | Vasek Pospisil Steve Johnson          | Daniel Brands Pablo Cuevas Miša Zverev Guillermo García López |
| 26 ottobre | Valencia Open 2015 Valencia, Spagna ATP World Tour 250 604 155 € - Cemento indoor - 28S/32Q/16D Singolare - Doppio          | Eric Butorac Scott Lipsky 7–6(4), 6-3           | Feliciano López Maks Mirny           | Vasek Pospisil Steve Johnson          | Daniel Brands Pablo Cuevas Miša Zverev Guillermo García López |
| 26 ottobre | Swiss Indoors Basel 2015 Basilea, Svizzera ATP World Tour 500 2 022 300 € - Cemento indoor - 32S/16Q/16D Singolare - Doppio | Roger Federer 6-3, 5-7, 6-3                     | Rafael Nadal                         | Jack Sock Richard Gasquet             | David Goffin Donald Young Marin Čilić Ivo Karlović            |
| 26 ottobre | Swiss Indoors Basel 2015 Basilea, Svizzera ATP World Tour 500 2 022 300 € - Cemento indoor - 32S/16Q/16D Singolare - Doppio | Alexander Peya Bruno Soares 7-5, 7-5            | Jamie Murray John Peers              | Jack Sock Richard Gasquet             | David Goffin Donald Young Marin Čilić Ivo Karlović            |

### Novembre
| Settimana   | Torneo | Campione/i                               | Finalista/i                 | Semifinalisti              | Eliminati ai quarti di finale                                                                |
| ----------- | --- | ---------------------------------------- | --------------------------- | -------------------------- | -------------------------------------------------------------------------------------------- |
| 2 novembre  | Paris Masters 2015 Parigi, Francia ATP World Tour Masters 1000 3 830 295 € - Cemento indoor - 48S/24Q/24D Singolare - Doppio                 | Novak Đoković 6-2, 6-4                   | Andy Murray                 | Stan Wawrinka David Ferrer | Tomáš Berdych Rafael Nadal John Isner Richard Gasquet                                        |
| 2 novembre  | Paris Masters 2015 Parigi, Francia ATP World Tour Masters 1000 3 830 295 € - Cemento indoor - 48S/24Q/24D Singolare - Doppio                 | Ivan Dodig Marcelo Melo 2-6, 6-3, [10-5] | Vasek Pospisil Jack Sock    | Stan Wawrinka David Ferrer | Tomáš Berdych Rafael Nadal John Isner Richard Gasquet                                        |
| 16 novembre | Barclays ATP World Tour Finals 2015 Londra, Gran Bretagna ATP World Tour Finals 7 000 000 $ - Cemento indoor - 8S/8D (RR) Singolare - Doppio | Novak Đoković 6-3, 6-4                   | Roger Federer               | Rafael Nadal Stan Wawrinka | Round Robin Gruppo Smith Kei Nishikori Tomáš Berdych Gruppo Nastase Andy Murray David Ferrer |
| 16 novembre | Barclays ATP World Tour Finals 2015 Londra, Gran Bretagna ATP World Tour Finals 7 000 000 $ - Cemento indoor - 8S/8D (RR) Singolare - Doppio | Jean-Julien Rojer Horia Tecău 6-4, 6-3   | Rohan Bopanna Florin Mergea | Rafael Nadal Stan Wawrinka | Round Robin Gruppo Smith Kei Nishikori Tomáš Berdych Gruppo Nastase Andy Murray David Ferrer |
| 23 novembre | Coppa Davis 2015 Finale Gand, Belgio - Terra rossa(i)                                                                                        | Regno Unito 3-1                          | Belgio                      |                            |                                                                                              |

## Informazioni statistiche

### Titoli vinti per giocatore
| Titoli | Giocatore              | S | D | X | S | D | S | D | S | D | S | D | S  | D | X |
| ------ | ---------------------- | - | - | - | - | - | - | - | - | - | - | - | -- | - | - |
| 11     | Novak Đoković          | ● |   |   | ● |   | ● |   | ● |   |   |   | 11 | 0 | 0 |
| 7      | Mike Bryan             |   |   | ● |   |   |   | ● |   | ● |   | ● | 0  | 6 | 1 |
| 6      | Marcelo Melo           |   | ● |   |   |   |   | ● |   | ● |   |   | 0  | 6 | 0 |
| 6      | Roger Federer          |   |   |   |   |   | ● |   | ● |   | ● |   | 6  | 0 | 0 |
| 6      | Bob Bryan              |   |   |   |   |   |   | ● |   | ● |   | ● | 0  | 6 | 0 |
| 5      | David Ferrer           |   |   |   |   |   |   |   | ● |   | ● |   | 5  | 0 | 0 |
| 5      | Henri Kontinen         |   |   |   |   |   |   |   |   | ● |   | ● | 0  | 5 | 0 |
| 4      | Stan Wawrinka          | ● |   |   |   |   |   |   | ● |   | ● |   | 4  | 0 | 0 |
| 4      | Leander Paes           |   |   | ● |   |   |   |   |   |   |   | ● | 0  | 1 | 3 |
| 4      | Andy Murray            |   |   |   |   |   | ● |   | ● |   | ● |   | 4  | 0 | 0 |
| 4      | Raven Klaasen          |   |   |   |   |   |   | ● |   | ● |   | ● | 0  | 4 | 0 |
| 4      | Jack Sock              |   |   |   |   |   |   | ● |   | ● | ● | ● | 1  | 3 | 0 |
| 4      | Rohan Bopanna          |   |   |   |   |   |   | ● |   | ● |   | ● | 0  | 4 | 0 |
| 4      | Rafael Nadal           |   |   |   |   |   |   |   | ● |   | ● | ● | 3  | 1 | 0 |
| 4      | Łukasz Kubot           |   |   |   |   |   |   |   |   | ● |   | ● | 0  | 4 | 0 |
| 3      | Jean-Julien Rojer      |   | ● |   |   | ● |   |   |   | ● |   |   | 0  | 3 | 0 |
| 3      | Horia Tecău            |   | ● |   |   | ● |   |   |   | ● |   |   | 0  | 3 | 0 |
| 3      | Ivan Dodig             |   | ● |   |   |   |   | ● |   | ● |   |   | 0  | 3 | 0 |
| 3      | Nicolas Mahut          |   | ● |   |   |   |   |   |   | ● | ● |   | 1  | 2 | 0 |
| 3      | Daniel Nestor          |   |   |   |   |   |   | ● |   | ● |   | ● | 0  | 3 | 0 |
| 3      | Édouard Roger-Vasselin |   |   |   |   |   |   | ● |   |   |   | ● | 0  | 3 | 0 |
| 3      | Kei Nishikori          |   |   |   |   |   |   |   | ● |   | ● |   | 3  | 0 | 0 |
| 3      | Marin Draganja         |   |   |   |   |   |   |   |   | ● |   | ● | 0  | 3 | 0 |
| 3      | Dominic Thiem          |   |   |   |   |   |   |   |   |   | ● |   | 3  | 0 | 0 |
| 3      | Treat Huey             |   |   |   |   |   |   |   |   |   |   | ● | 0  | 3 | 0 |
| 3      | André Sá               |   |   |   |   |   |   |   |   |   |   | ● | 0  | 3 | 0 |
| 2      | Pierre-Hugues Herbert  |   | ● |   |   |   |   |   |   | ● |   |   | 0  | 2 | 0 |
| 2      | Vasek Pospisil         |   |   |   |   |   |   | ● |   | ● |   |   | 0  | 2 | 0 |
| 2      | Pablo Cuevas           |   |   |   |   |   |   | ● |   |   | ● |   | 1  | 1 | 0 |
| 2      | Florin Mergea          |   |   |   |   |   |   | ● |   |   |   | ● | 0  | 2 | 0 |
| 2      | Martin Kližan          |   |   |   |   |   |   |   |   | ● | ● |   | 1  | 1 | 0 |
| 2      | Rajeev Ram             |   |   |   |   |   |   |   |   | ● | ● |   | 1  | 1 | 0 |
| 2      | Jamie Murray           |   |   |   |   |   |   |   |   | ● |   | ● | 0  | 2 | 0 |
| 2      | John Peers             |   |   |   |   |   |   |   |   | ● |   | ● | 0  | 2 | 0 |
| 2      | Alexander Peya         |   |   |   |   |   |   |   |   | ● |   | ● | 0  | 2 | 0 |
| 2      | Bruno Soares           |   |   |   |   |   |   |   |   | ● |   | ● | 0  | 2 | 0 |
| 2      | Tomáš Berdych          |   |   |   |   |   |   |   |   |   | ● |   | 2  | 0 | 0 |
| 2      | Guillermo García López |   |   |   |   |   |   |   |   |   | ● |   | 2  | 0 | 0 |
| 2      | Richard Gasquet        |   |   |   |   |   |   |   |   |   | ● |   | 2  | 0 | 0 |
| 2      | Denis Istomin          |   |   |   |   |   |   |   |   |   | ● | ● | 1  | 1 | 0 |
| 2      | Ivo Karlović           |   |   |   |   |   |   |   |   |   | ● | ● | 1  | 1 | 0 |
| 2      | Juan Sebastián Cabal   |   |   |   |   |   |   |   |   |   |   | ● | 0  | 2 | 0 |
| 2      | Robert Farah           |   |   |   |   |   |   |   |   |   |   | ● | 0  | 2 | 0 |
| 2      | Scott Lipsky           |   |   |   |   |   |   |   |   |   |   | ● | 0  | 2 | 0 |
| 2      | Jonathan Marray        |   |   |   |   |   |   |   |   |   |   | ● | 0  | 2 | 0 |
| 1      | Simone Bolelli         |   | ● |   |   |   |   |   |   |   |   |   | 0  | 1 | 0 |
| 1      | Fabio Fognini          |   | ● |   |   |   |   |   |   |   |   |   | 0  | 1 | 0 |
| 1      | David Marrero          |   |   |   |   |   |   | ● |   |   |   |   | 0  | 1 | 0 |
| 1      | Philipp Oswald         |   |   |   |   |   |   |   |   | ● |   |   | 0  | 1 | 0 |
| 1      | Kevin Anderson         |   |   |   |   |   |   |   |   |   | ● |   | 1  | 0 | 0 |
| 1      | Thomaz Bellucci        |   |   |   |   |   |   |   |   |   | ● |   | 1  | 0 | 0 |
| 1      | Marin Čilić            |   |   |   |   |   |   |   |   |   | ● |   | 1  | 0 | 0 |
| 1      | John Isner             |   |   |   |   |   |   |   |   |   | ● |   | 1  | 0 | 0 |
| 1      | Víctor Estrella Burgos |   |   |   |   |   |   |   |   |   | ● |   | 1  | 0 | 0 |
| 1      | Philipp Kohlschreiber  |   |   |   |   |   |   |   |   |   | ● |   | 1  | 0 | 0 |
| 1      | Benoît Paire           |   |   |   |   |   |   |   |   |   | ● |   | 1  | 0 | 0 |
| 1      | Gilles Simon           |   |   |   |   |   |   |   |   |   | ● |   | 1  | 0 | 0 |
| 1      | João Sousa             |   |   |   |   |   |   |   |   |   | ● |   | 1  | 0 | 0 |
| 1      | Bernard Tomić          |   |   |   |   |   |   |   |   |   | ● |   | 1  | 0 | 0 |
| 1      | Viktor Troicki         |   |   |   |   |   |   |   |   |   | ● |   | 1  | 0 | 0 |
| 1      | Jo-Wilfried Tsonga     |   |   |   |   |   |   |   |   |   | ● |   | 1  | 0 | 0 |
| 1      | Jiří Veselý            |   |   |   |   |   |   |   |   |   | ● |   | 1  | 0 | 0 |
| 1      | Milos Raonic           |   |   |   |   |   |   |   |   |   | ● |   | 1  | 0 | 0 |
| 1      | Radu Albot             |   |   |   |   |   |   |   |   |   |   | ● | 0  | 1 | 0 |
| 1      | Nicolás Almagro        |   |   |   |   |   |   |   |   |   |   | ● | 0  | 1 | 0 |
| 1      | Ričardas Berankis      |   |   |   |   |   |   |   |   |   |   | ● | 0  | 1 | 0 |
| 1      | Carlos Berlocq         |   |   |   |   |   |   |   |   |   |   | ● | 0  | 1 | 0 |
| 1      | Aljaksandr Bury        |   |   |   |   |   |   |   |   |   |   | ● | 0  | 1 | 0 |
| 1      | Eric Butorac           |   |   |   |   |   |   |   |   |   |   | ● | 0  | 1 | 0 |
| 1      | Jérémy Chardy          |   |   |   |   |   |   |   |   |   |   | ● | 0  | 1 | 0 |
| 1      | Marius Copil           |   |   |   |   |   |   |   |   |   |   | ● | 0  | 1 | 0 |
| 1      | Marcus Daniell         |   |   |   |   |   |   |   |   |   |   | ● | 0  | 1 | 0 |
| 1      | Jonathan Erlich        |   |   |   |   |   |   |   |   |   |   | ● | 0  | 1 | 0 |
| 1      | Colin Fleming          |   |   |   |   |   |   |   |   |   |   | ● | 0  | 1 | 0 |
| 1      | Mariusz Fyrstenberg    |   |   |   |   |   |   |   |   |   |   | ● | 0  | 1 | 0 |
| 1      | Tejmuraz Gabašvili     |   |   |   |   |   |   |   |   |   |   | ● | 0  | 1 | 0 |
| 1      | Máximo González        |   |   |   |   |   |   |   |   |   |   | ● | 0  | 1 | 0 |
| 1      | Santiago González      |   |   |   |   |   |   |   |   |   |   | ● | 0  | 1 | 0 |
| 1      | Chris Guccione         |   |   |   |   |   |   |   |   |   |   | ● | 0  | 1 | 0 |
| 1      | Dominic Inglot         |   |   |   |   |   |   |   |   |   |   | ● | 0  | 1 | 0 |
| 1      | Rameez Junaid          |   |   |   |   |   |   |   |   |   |   | ● | 0  | 1 | 0 |
| 1      | Gero Kretschmer        |   |   |   |   |   |   |   |   |   |   | ● | 0  | 1 | 0 |
| 1      | Dušan Lajović          |   |   |   |   |   |   |   |   |   |   | ● | 0  | 1 | 0 |
| 1      | Robert Lindstedt       |   |   |   |   |   |   |   |   |   |   | ● | 0  | 1 | 0 |
| 1      | Lu Yen-hsun            |   |   |   |   |   |   |   |   |   |   | ● | 0  | 1 | 0 |
| 1      | Juan Mónaco            |   |   |   |   |   |   |   |   |   |   | ● | 0  | 1 | 0 |
| 1      | Nicholas Monroe        |   |   |   |   |   |   |   |   |   |   | ● | 0  | 1 | 0 |
| 1      | Jarkko Nieminen        |   |   |   |   |   |   |   |   |   |   | ● | 0  | 1 | 0 |
| 1      | Mate Pavić             |   |   |   |   |   |   |   |   |   |   | ● | 0  | 1 | 0 |
| 1      | Aisam-ul-Haq Qureshi   |   |   |   |   |   |   |   |   |   |   | ● | 0  | 1 | 0 |
| 1      | Andrej Rublëv          |   |   |   |   |   |   |   |   |   |   | ● | 0  | 1 | 0 |
| 1      | Alexander Satschko     |   |   |   |   |   |   |   |   |   |   | ● | 0  | 1 | 0 |
| 1      | Adil Shamasdin         |   |   |   |   |   |   |   |   |   |   | ● | 0  | 1 | 0 |
| 1      | Artem Sitak            |   |   |   |   |   |   |   |   |   |   | ● | 0  | 1 | 0 |
| 1      | Radek Štěpánek         |   |   |   |   |   |   |   |   |   |   | ● | 0  | 1 | 0 |
| 1      | Dmitrij Tursunov       |   |   |   |   |   |   |   |   |   |   | ● | 0  | 1 | 0 |
| 1      | Adrian Ungur           |   |   |   |   |   |   |   |   |   |   | ● | 0  | 1 | 0 |
| 1      | Michael Venus          |   |   |   |   |   |   |   |   |   |   | ● | 0  | 1 | 0 |

### Titoli vinti per nazione
| Totale | Nazione         | S | D | M | S | D | S | D | S | D | S | D | S  | D  | M |
| ------ | --------------- | - | - | - | - | - | - | - | - | - | - | - | -- | -- | - |
| 14     | Stati Uniti     |   |   | 1 |   |   |   | 4 |   | 2 | 2 | 5 | 2  | 11 | 1 |
| 13     | Serbia          | 3 |   |   | 1 |   | 6 |   | 1 |   | 1 | 1 | 12 | 1  | 0 |
| 13     | Spagna          |   |   |   |   |   |   | 1 | 4 |   | 6 | 2 | 10 | 3  | 0 |
| 12     | Brasile         |   | 1 |   |   |   |   | 2 |   | 4 | 1 | 4 | 1  | 11 | 0 |
| 12     | Francia         |   | 1 |   |   |   |   | 1 |   | 1 | 6 | 3 | 6  | 6  | 0 |
| 10     | Svizzera        | 1 |   |   |   |   | 1 |   | 5 |   | 3 |   | 10 | 0  | 0 |
| 10     | Croazia         |   | 1 |   |   |   |   | 1 |   | 2 | 2 | 4 | 2  | 8  | 0 |
| 10     | Regno Unito     |   |   |   |   |   | 2 |   | 1 | 1 | 1 | 5 | 4  | 6  | 0 |
| 8      | India           |   |   | 3 |   |   |   | 1 |   | 1 |   | 3 | 0  | 5  | 3 |
| 7      | Canada          |   |   |   |   |   |   | 2 |   | 2 | 1 | 2 | 1  | 6  | 0 |
| 6      | Romania         |   | 1 |   |   | 1 |   | 1 |   | 1 |   | 3 | 0  | 6  | 0 |
| 6      | Austria         |   |   |   |   |   |   |   |   | 2 | 3 | 1 | 3  | 3  | 0 |
| 6      | Finlandia       |   |   |   |   |   |   |   |   | 1 |   | 5 | 0  | 6  | 0 |
| 5      | Sudafrica       |   |   |   |   |   |   | 1 |   | 2 | 1 | 1 | 1  | 4  | 0 |
| 5      | Australia       |   |   |   |   |   |   |   |   | 1 | 1 | 3 | 1  | 4  | 0 |
| 5      | Polonia         |   |   |   |   |   |   |   |   | 1 |   | 4 | 0  | 5  | 0 |
| 4      | Rep. Ceca       |   |   |   |   |   |   |   |   |   | 3 | 1 | 3  | 1  | 0 |
| 3      | Paesi Bassi     |   | 1 |   |   | 1 |   |   |   | 1 |   |   | 0  | 3  | 0 |
| 3      | Giappone        |   |   |   |   |   |   |   | 2 |   | 1 |   | 3  | 0  | 0 |
| 3      | Germania        |   |   |   |   |   |   |   |   |   | 1 | 2 | 1  | 2  | 0 |
| 3      | Filippine       |   |   |   |   |   |   |   |   |   |   | 3 | 0  | 3  | 0 |
| 3      | Argentina       |   |   |   |   |   |   |   |   |   |   | 3 | 0  | 3  | 0 |
| 2      | Uruguay         |   |   |   |   |   |   | 1 |   |   | 1 |   | 1  | 1  | 0 |
| 2      | Slovacchia      |   |   |   |   |   |   |   |   | 1 | 1 |   | 1  | 1  | 0 |
| 2      | Uzbekistan      |   |   |   |   |   |   |   |   |   | 1 | 1 | 1  | 1  | 0 |
| 2      | Colombia        |   |   |   |   |   |   |   |   |   |   | 2 | 0  | 2  | 0 |
| 2      | Nuova Zelanda   |   |   |   |   |   |   |   |   |   |   | 2 | 0  | 2  | 0 |
| 2      | Russia          |   |   |   |   |   |   |   |   |   |   | 2 | 0  | 2  | 0 |
| 1      | Italia          |   | 1 |   |   |   |   |   |   |   |   |   | 0  | 1  | 0 |
| 1      | Rep. Dominicana |   |   |   |   |   |   |   |   |   | 1 |   | 1  | 0  | 0 |
| 1      | Portogallo      |   |   |   |   |   |   |   |   |   | 1 |   | 1  | 0  | 0 |
| 1      | Bielorussia     |   |   |   |   |   |   |   |   |   |   | 1 | 0  | 1  | 0 |
| 1      | Taipei cinese   |   |   |   |   |   |   |   |   |   |   | 1 | 0  | 1  | 0 |
| 1      | Israele         |   |   |   |   |   |   |   |   |   |   | 1 | 0  | 1  | 0 |
| 1      | Lituania        |   |   |   |   |   |   |   |   |   |   | 1 | 0  | 1  | 0 |
| 1      | Messico         |   |   |   |   |   |   |   |   |   |   | 1 | 0  | 1  | 0 |
| 1      | Moldavia        |   |   |   |   |   |   |   |   |   |   | 1 | 0  | 1  | 0 |
| 1      | Pakistan        |   |   |   |   |   |   |   |   |   |   | 1 | 0  | 1  | 0 |
| 1      | Svezia          |   |   |   |   |   |   |   |   |   |   | 1 | 0  | 1  | 0 |

### Informazioni sui titoli
I giocatori sottoelencati hanno vinto il loro primo titolo in carriera in singolo, doppio o in doppio misto:
- Jiří Veselý – Auckland (singolare)
- Víctor Estrella Burgos – Quito (singolare)
- Gero Kretschmer – Quito (doppio)
- Alexander Satschko – Quito (doppio)
- Jack Sock – Houston (singolare)
- Ričardas Berankis – Houston (doppio)
- Tejmuraz Gabašvili – Houston (doppio)
- Rameez Junaid – Casablanca (doppio)
- Marius Copil – Bucharest (doppio)
- Adrian Ungur – Bucharest (doppio)
- Radu Albot – Istanbul (doppio)
- Dušan Lajović – Istanbul (doppio)
- Dominic Thiem – Nizza (singolare)
- Mate Pavić – Nizza (doppio)
- Michael Venus – Nizza (doppio)
- Denis Istomin – Nottingham (singolare)
- Benoît Paire – Båstad (singolare)
- Aljaksandr Bury – Gstaad (doppio)
- Nicolás Almagro – Kitzbühel (doppio)
- Andrej Rublëv – Mosca (doppio)

I seguenti giocatori hanno difeso un titolo conquistato nel 2014 in singolo, doppio o doppio misto:
- Stan Wawrinka – Chennai (singolare)
- Daniel Nestor – Sydney (doppio)
- Kei Nishikori – Memphis (singolare), Barcelona (singolare)
- Bob Bryan – Delray Beach (doppio), Miami (doppio), Monte Carlo (doppio)
- Mike Bryan – Delray Beach (doppio), Miami (doppio), Monte Carlo (doppio)
- Roger Federer – Dubai (singolare), Halle (singolare), Cincinnati (singolare), Basel (singolare)
- Rohan Bopanna – Dubai (doppio)
- Novak Đoković – Indian Wells (singolare), Miami (singolare), Roma (singolare), Wimbledon (singolare), Pechino (singolare), Parigi (singolare), ATP World Tour Finals (singolare)
- Bernard Tomić – Bogotá (singolare)
- John Isner – Atlanta (singolare)
- Scott Lipsky – Cascais (doppio)
- Marin Čilić – Mosca (singolare)
- Tomáš Berdych – Stoccolma (singolare)

## Ritiri e Ritorni
I seguenti giocatori hanno annunciato il loro ritiro dal tennis professionistico durante il 2015:
- Mardy Fish
- Robby Ginepri
- Jan Hájek
- Michael Lammer
- Jarkko Nieminen
- Wayne Odesnik
- Michael Russell
- Eduardo Schwank
- Florent Serra
- Robin Söderling
- Ryan Sweeting
- Danai Udomchoke

I seguenti giocatori sono tornati a giocare una partita ufficiale durante il 2015:
- Andy Roddick